# Nasonovia vockerothi
Nasonovia vockerothi är en insektsart som först beskrevs av Richards 1963.  Nasonovia vockerothi ingår i släktet Nasonovia och familjen långrörsbladlöss. Inga underarter finns listade i Catalogue of Life.